# 三度目の殺人
『三度目の殺人』（さんどめのさつじん）は、2017年9月9日公開の日本映画。是枝裕和監督のオリジナル脚本による法廷サスペンス。主演は福山雅治。 
2017年8月30日より開催の第74回ヴェネツィア国際映画祭コンペティション部門への正式出品作品。

## ストーリー
同僚の摂津から、殺人事件の減刑を目的に助けを求められた重盛は、殺人の前科を持つ三隅の弁護を引き受ける。減刑を勝ち取るために、真実よりも安易な方策を取ろうとするが、事件を調べるうちに、なにか違和感を感じて自分のやり方に不安を覚える。
面会を続けるうちに三隅の供述も二転三転する。三隅が週刊誌に暴露した記事が掲載され、事件は、被害者の妻・美津江と交際していた三隅が彼女に頼まれた保険金目当の殺人となり、世間の耳目を集める。
そんなとき、被害者の娘・咲江が、実父から性的暴行を受けていたことを告白し、それを知っていた三隅が自分を救うために父親を殺したのだと告白した。その方向で弁護を進めようとしたとき、突然三隅が自分は殺してない！と主張する。三隅にそれを信じてくれるのかと執拗に迫られた重盛は混乱する。

## 登場人物
重盛朋章（弁護士。「重盛法律事務所」所長）
演 - 福山雅治
摂津大輔（弁護士。重盛と司法修習の同期で元検察官）
演 - 吉田鋼太郎
川島輝（弁護士。重盛の部下）
演 - 満島真之介
服部亜紀子（重盛事務所の事務員）
演 - 松岡依都美
三隅高司（被告人。「有限会社山中食品」の元社員）
演 - 役所広司
山中光男（被害者。山中食品の社長）
山中美津江（光男の妻）
演 - 斉藤由貴
山中咲江（光男の娘）
演 - 広瀬すず
重盛結花（朋章の娘）
演 - 蒔田彩珠
小野稔亮（裁判官）
演 ‐ 井上肇
篠原一葵（検察官）
演 - 市川実日子
重盛彰久（朋章の父。元裁判官）
演 - 橋爪功
タクシー運転手
演 - 小倉一郎
桜井（工場従業員）
演 - 高橋努
三隅の大家
演 - 根岸季衣
渡辺（元刑事）
演 - 品川徹

## スタッフ
- 原案・脚本・編集・監督：是枝裕和
- 製作：小川晋一、原田知明、依田巽
- プロデューサー：松崎薫、田口聖
- アソシエイトプロデューサー：大澤恵、小竹里美
- 撮影：瀧本幹也
- 照明：藤井稔恭
- 録音：冨田和彦
- 美術監督：種田陽平
- 装飾：茂木豊
- 衣装：黒澤和子
- ヘアメイクデザイン：勇見勝彦
- 音響効果：岡瀬晶彦
- 音楽：ルドヴィコ・エイナウディ[4]
- 助監督：森本晶一
- スクリプター：矢野千鳥
- キャスティング：田端利江
- 制作担当：熊谷悠
- ラインプロデューサー：大日向隼
- 制作プロダクション：FILM
- 製作：フジテレビジョン、アミューズ、ギャガ
- 配給：東宝、ギャガ

## 製作
2017年2月、是枝裕和監督と福山雅治が再タッグを組む新作のタイトルが『三度目の殺人』に決定し、追加キャストが発表された。

## 作品の評価

### 興行成績
2017年9月9日、10日の初日2日間で興収2億3311万2,600円、動員17万9,256人になり映画観客動員ランキング（興行通信社調べ）で初登場第2位となった。

### 受賞歴
- 第30回日刊スポーツ映画大賞・石原裕次郎賞・助演男優賞（役所広司）
- 第42回報知映画賞・助演男優賞（役所広司）
- 第72回毎日映画コンクール・男優助演賞（役所広司)
- 第39回ヨコハマ映画祭 日本映画ベストテン 第8位
- 第91回キネマ旬報ベスト・テン[6]
  - 日本映画ベスト・テン 第8位
- 第41回日本アカデミー賞[7]
  - 最優秀作品賞
  - 最優秀監督賞・最優秀脚本賞・最優秀編集賞（是枝裕和）
  - 最優秀助演男優賞（役所広司）
  - 最優秀助演女優賞（広瀬すず）
  - 優秀音楽賞（ルドヴィコ・エイナウディ）
  - 優秀撮影賞（瀧本幹也）
  - 優秀照明賞（藤井稔恭）
  - 優秀録音賞（冨田和彦）
- 2018年エランドール賞 プロデューサー賞（松崎薫）[8]
- 第60回ブルーリボン賞・助演女優賞（斉藤由貴）
- 第27回東京スポーツ映画大賞・助演女優賞（広瀬すず）
- 第27回日本映画批評家大賞 作品賞
- 2017年度全国映連賞・男優賞（役所広司）、日本映画ベストテン 第5位

## テレビ放送
| 回数 | テレビ局   | 番組名（放送枠名） | 放送日         | 放送時間      | 放送分数 | 視聴率 |
| ---- | ---------- | ------------------ | -------------- | ------------- | -------- | ------ |
| 1    | フジテレビ | 土曜プレミアム     | 2018年10月13日 | 21:00 - 23:30 | 150分    | 9.5%   |
| 2    | フジテレビ | 土曜プレミアム     | 2019年10月26日 | 21:00 - 23:30 | 150分    | 7.7%   |

- 視聴率はビデオリサーチ調べ、関東地区・世帯・リアルタイム。